# Serinus serinus
El verdecillo o serín verdecillo (Serinus serinus) es una especie de ave paseriforme de la familia Fringillidae propia de Europa, norte de África y oeste de Asia. No está amenazada y su población europea se estima entre diecisiete y cuarenta millones de ejemplares.

## Descripción
Es el más pequeño de los fringílidos, mide unos 11-12 cm. Es un pariente cercano al canario. El plumaje es de colores parduscos mientras que el vientre es de un fuerte color amarillo, en especial en el macho (la especie presenta dimorfismo sexual).

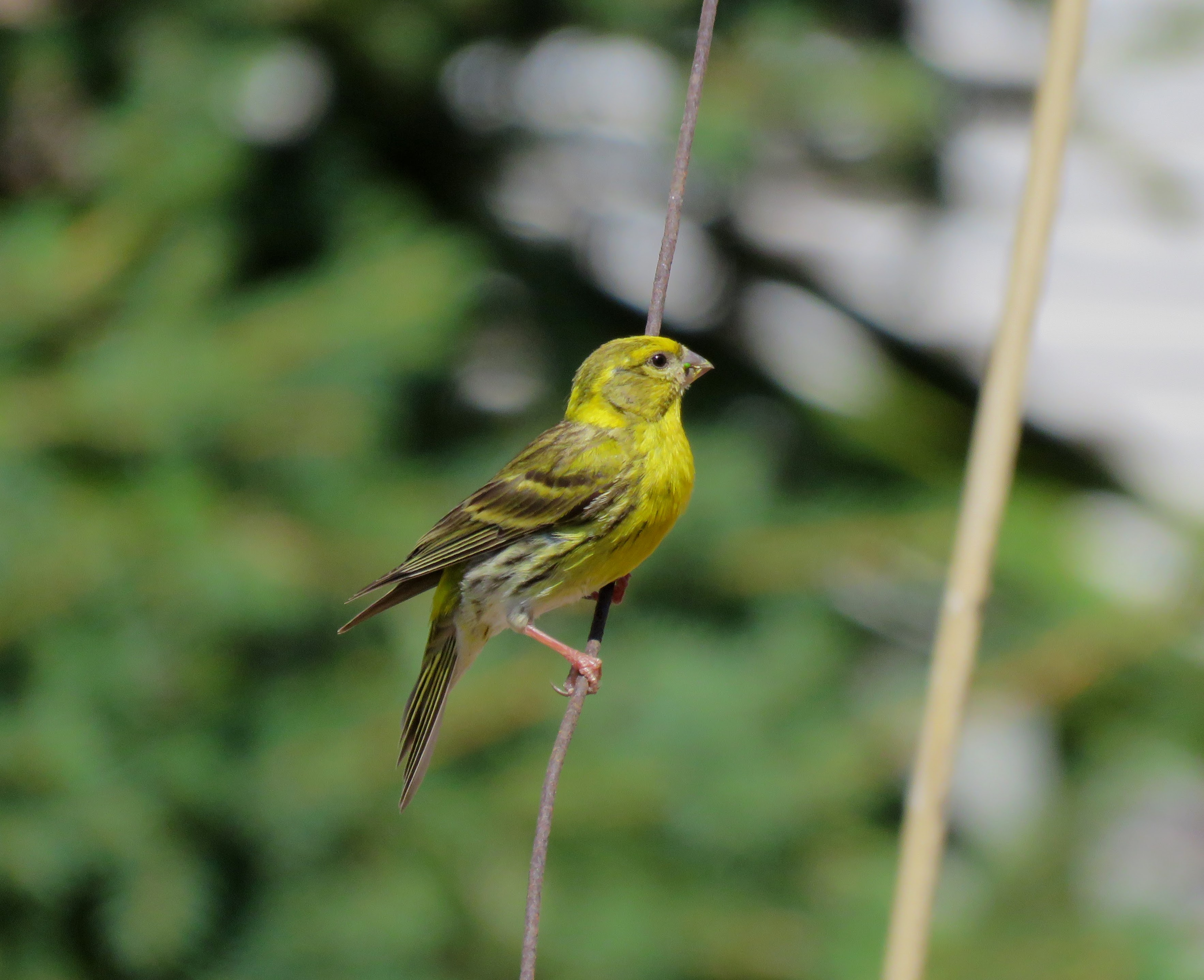
Verdecillo Macho

Las plumas en el macho adulto son verdosas, con estrías más oscuras, en las zonas del dorso, las alas y la cola, así como por la parte interior de la cabeza y los laterales. Las de la frente presentan coloración amarillenta, al igual que las cejas y algo del cuello, como asimismo la garganta, el pecho y el obispillo, aunque en esta zona la tonalidad es más viva. Las hembras son un poco más pequeñas y el colorido de su plumaje no es tan brillante. Carecen, por ejemplo, de las tonalidades amarillas, y la espalda es pardusca, con el pecho y la zona central grisáceos.
Solo se muestran algo más reacios a los acercamientos en épocas de celo. Entonces puede ser belicoso en extremo, en las luchas con individuos de su misma familia disputando las hembras.

### Canto
Su  canto es un chirrido, muy rápido y largo, sobre todo en la temporada del celo.

### Vuelo
Su vuelo es rápido, con un rápido batir de alas que describe una trayectoria de vuelo ondulada; durante el período nupcial, el vuelo es, sin embargo, más pausado y lento.

## Taxonomía
Fue descrito por Linneo en 1766 bajo el nombre de Fringilla serinus. Es una especie monotípica, es decir, sin subespecies descritas, aunque algunas fuentes mencionan una subespecie Serinus serinus flaviserinus.

## Distribución
El verdecillo reside en la mayor parte de Europa, siendo una especie residente en la cuenca mediterránea, mientras que en el norte habita únicamente en época de cría. Aunque su área de distribución se origina o da comienzo en el Mediterráneo, el verdecillo se ha extendido desde el norte de África hasta el sur de Europa, e incluso por Europa continental y Asia Menor.
Fue en los siglos XIX y XX, cuando el verdecillo comenzó a ampliar su área de distribución por Europa Central y Occidental, iniciando también la colonización de Oriente Medio. Hoy día puede encontrarse en los países bálticos, y en Oriente, se localiza en Bielorrusia y Ucrania, extendiendo su distribución de forma general hacia la costa del Mar Negro. Su expansión hacia el sur dio lugar a la instalación de esta especie en las Islas Baleares, las Islas Canarias, las islas del Egeo, Chipre, así como en el norte de Marruecos, Túnez, Argelia y Egipto.

### Hábitat
Se aposenta igualmente en un bosque que en un jardín; en un huerto que en un árbol. Convive bien con animales de gran tamaño en comparación con el suyo, siempre que no demuestren una agresividad manifiesta. Se le ve algunas veces mezclado con las bandadas de jilgueros y también con pardillos, etcétera.
Suele encontrarse en parques y jardines, huertos de frutales, zonas cultivadas con arbolado disperso, linderos forestales, sotos ribereños, etc.

## Comportamiento

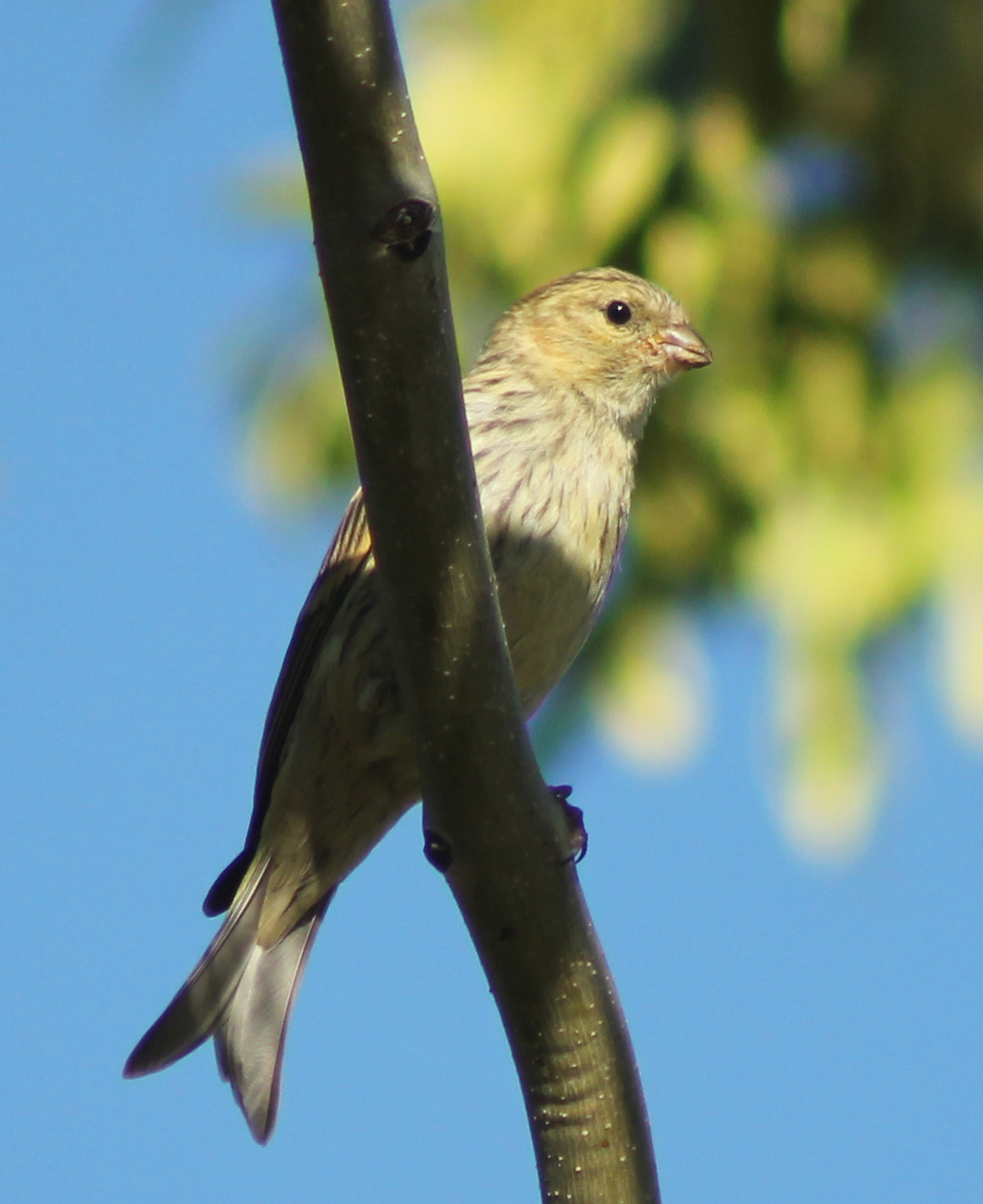
Ejemplar joven.

### Alimentación
Su dieta es básicamente granívora, alimentándose de todo tipo de semillas y frutos de plantas anuales, árboles y arbustos. No obstante, ocasionalmente también captura invertebrados, sobre todo durante la ceba de los pollos.

### Reproducción

#### Celo y apareamiento
El celo comienza en enero o febrero y se prolonga hasta junio. Se puede ver su vuelo amoroso o de cortejo, que es muy parecido al de las mariposas con giros rápidos y recortes. 
El periodo prenupcial tiene lugar entre los meses de marzo y abril, y el posnupcial se produce entre octubre y noviembre.

#### Nidificación, eclosión y cría

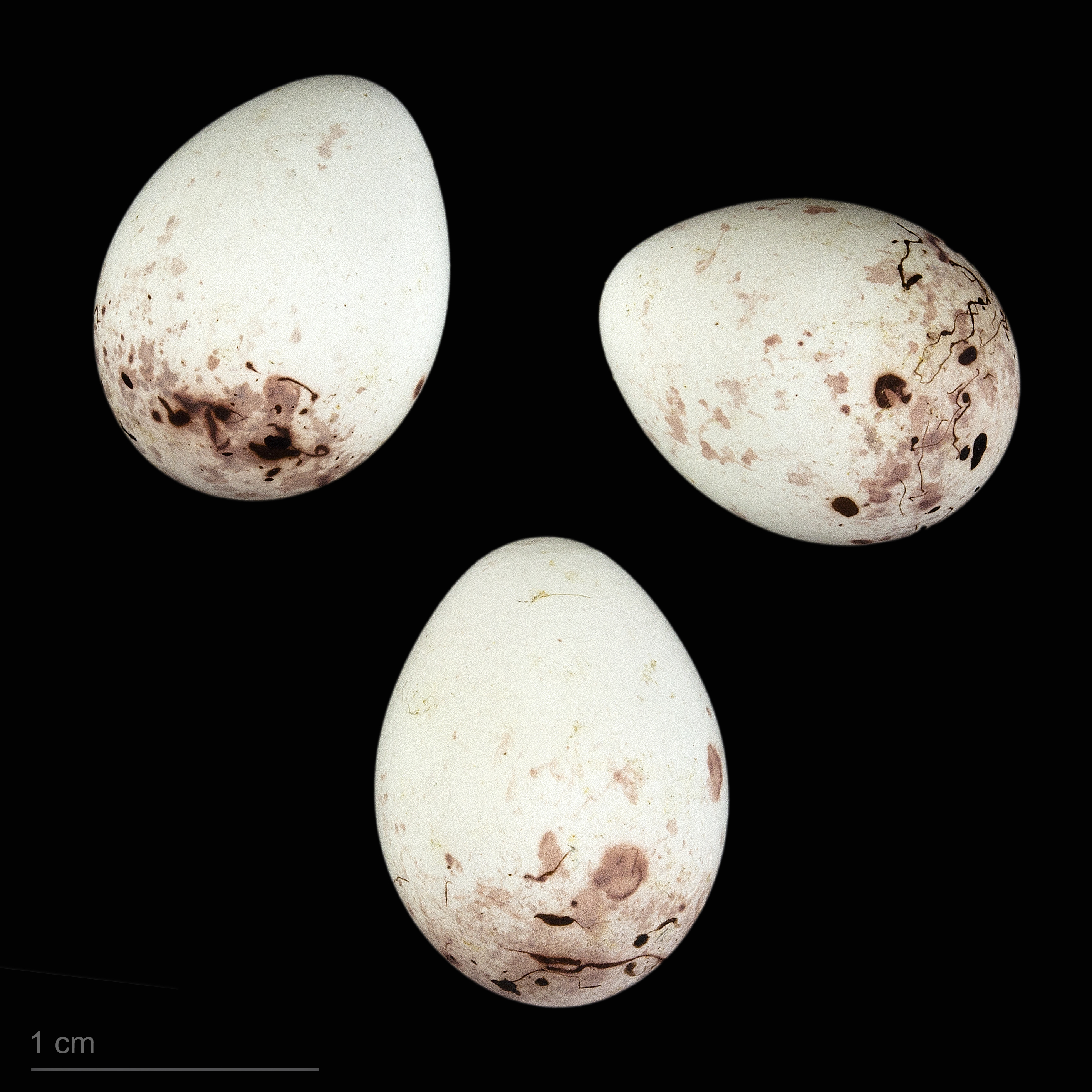
Serinus serinus - MHNT

Hace su nido con casi cualquier cosa de pequeño tamaño. En él se ha llegado a encontrar desde pelo humano, hasta las hilachas de una escoba. Suelen hacer su nido con hierbas, telas de araña y líquenes en una fina horquilla de las ramas de un árbol o arbusto.
La hembra pone y cuida esmeradamente cuatro o cinco huevos. No salen del nido, ni siquiera ante la proximidad de un peligro. A los trece días nacen los polluelos.
Cría de abril a junio.